# Андрей Корабаров
Андрей Корабаров е български революционер, деец на Вътрешната македоно-одринска революционна организация.

## Биография
Корабаров е роден във Велес, в Османската империя, днес в Северна Македония. От 1894 година е член на ВМОРО. Става член на околийския комитет на ВМОРО във Велес в 1903 година.
Андрей Корабаров е арестуван от турските власти и умира в затвора Куршумли хан в Скопие.